# Séminaire (enseignement)
Pour les articles homonymes, voir Séminaire.

Intervenante discutant de l'engagement des femmes sur Wikipédia en bengali durant un séminaire à Dhaka en 2015.

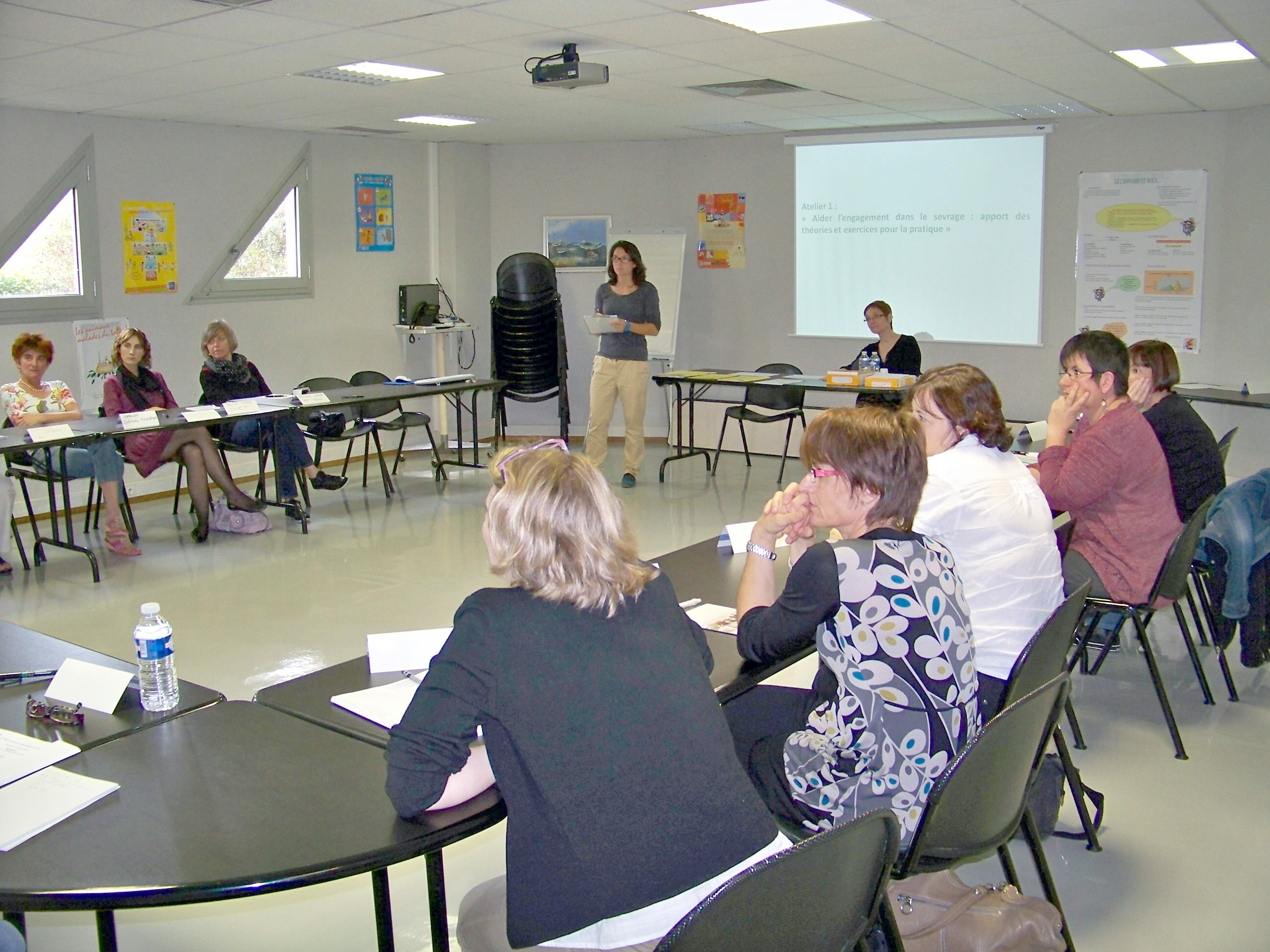
Une formation à l'Institut régional du cancer de Montpellier.

Un séminaire est une réunion en petit groupe, généralement dans un but de formation. Quand il se fait en ligne, via l'Internet, on parle de webinaire.
Le séminaire (en anglais seminar, l'institution religieuse étant le seminary) est une pratique de l'enseignement supérieur, à l'université, dans un organisme de formation, dans un groupement professionnel. Il s'agit de réunir un petit groupe dans des rencontres régulières, centrées chaque fois sur un sujet particulier, où on demande à tous une participation active.

## Séminaire universitaire
Le séminaire universitaire peut prendre la forme d'un dialogue socratique mené par l'instructeur, ou d'une présentation plus systématique du résultat de recherches préparatoires. En principe, les participants ne sont pas débutants dans le domaine en discussion, et à l'université les séminaires sont généralement réservés aux étudiants avancés (en France, troisième cycle). Le but premier de la pratique des séminaires est de familiariser les étudiants avec la méthode convenant à un sujet qu'ils ont choisi, et de leur permettre de discuter en groupe sur les problèmes pratiques qui émergent pendant leur travail de recherche. Des lectures à faire sont indiquées puis discutées, des questions sont posées et on conduit un débat. Le séminaire est relativement informel, comparé au système de cours magistral ou de série de conférences de l'enseignement universitaire. 
Dans les universités européennes, on appelle aussi séminaire une série de conférences, spécialement quand elle est donnée par un grand nom du domaine, quel que soit le nombre d'auditeurs et leur degré de participation à la discussion. C'est le cas, par exemple, à l’École pratique des hautes études ainsi qu'à l'École des Hautes Études en Sciences Sociales à Paris, en France, dont les chercheurs sont tenus de donner un ou plusieurs séminaires annuels ou semestriels (qui peuvent être hebdomadaires, bi-hebdomadaires, ou mensuels) sur leur sujet de spécialité. L'assistance est composée d'autres chercheurs, d'étudiants en doctorat et en master, ainsi que d'auditeurs libres, cela dans des proportions variables.

## Séminaire de travail
Les entreprises baptisent séminaires toutes sortes de réunions de travail où les participants réunis sont isolés de leur milieu professionnel habituel pendant une journée entière ou plus : séminaire d'entreprise, séminaire de motivation…
Les séminaires sont les types d’opérations les plus fréquents pour les organisateurs.
Ces séminaires sont des évènements commerciaux, dont l'accès est gratuit. Plusieurs experts d'un domaine sont souvent membres du personnel d'une entreprise de ce domaine, fournissent des informations ou des formations sur des sujets très variés. Les séminaires ont pour vocation d’étudier une question en groupes de travail.
Ces séminaires ont des objectifs de promotion commerciale des produits et services de l'entreprise qui les organise. Il s’agit de manifestations professionnelles où les participants sont réunis pour une journée ou plus. Ils sont isolés de leur milieu professionnel habituel.
Ces séminaires sont organisés afin de découvrir une vision globale de l’entreprise et sa stratégie. Enfin, cela permet d’établir un dialogue entre les salariés et la direction.
Depuis quelques années, beaucoup de séminaires se font à l'étranger, avec des activités et des paysages plus attrayants.
De nombreuses sociétés proposent des services avec des hébergements et activités incluses.

## Séminaire de motivation
Des ateliers de travail ou créatifs favorisent l’échange entre les participants et peuvent répondre aux objectifs définis au préalable avec les commerciaux. Ces réunions sont informelles et permettent de faciliter l’intégration de nouveaux employés dans l’entreprise. Les séminaires de motivation sont facultatifs.